# Aeroportul Subic Bay
Aeroportul Subic Bay (IATA: SFS, ICAO: RPLB) este un aeroport din Central Luzon⁠(d), Filipine ce deservește zona Zambales⁠(d). Aeroportul a fost tranzitat în 2009 de 7.059 de pasageri.
Situat la o altitudine de 20 m, aeroportul dispune de 1 pistă.

## Infrastructură

### Piste
Aeroportul dispune de o singură pistă. Pista are orientarea 07/25.